# 朱弼楝
會昌莊僖王朱弼楝（1525年—1617年），明朝肅藩第一代會昌王，肅安和世子（追封肅靖王）朱真淤的庶第七子。

## 生平
朱弼楝初封鎮國將軍。因朱弼楝之父肅靖王朱真淤為死後追封，其庶子例不得王。鑒於此，朱弼楝與第六兄朱弼枳援引周莊王朱朝堈庶弟朱朝埴、朱朝堵封王的事例請求封其兄弟二人為王，禮部認為不可，但明世宗特許之。嘉靖四十二年（1563年）十月，封會昌王。
朱弼楝熱衷公益，曾捐金築城，施藥餌以救助病重者，散粟以賑濟貧餒者。
萬曆四十三年（1615年），朱弼楝已高達九十一歲，明神宗派都事王之樞攜帶敕書前往蘭州慰問。萬曆四十五年（1617年），朱弼楝去世，享年九十三歲，諡號莊僖。庶長子朱縉㨏後襲爵。

## 評價
- 《萬曆臨洮府志》：“賦性慈祥，博覽書史，悉究精微。”[3]

## 家庭

### 妻
- 高氏，初冊為鎮國將軍夫人，嘉靖四十二年（1563年）十月冊為會昌王妃[2]

### 子
- 庶長子：輔國將軍→會昌長子→會昌王朱縉㨏